# Sternschanze
Sternschanze es un barrio de la ciudad libre y hanseática de Hamburgo en el distrito de Hamburgo-Altona.

## Geografía
Sternschanze está situado entre los barrios de San Pauli, Altona-Altstadt, Eimsbüttel y Rotherbaum. Limita esencialmente con el área denominada como Schanzenviertel, aunque el barrio no es completamente idéntico a esta. La parte sur de Eimsbüttel pertenece a Schanzenviertel, pero no a Sternschanze. Se caracteriza por su método de construcción antiguo. Con aproximadamente medio km² es el barrio más pequeño de Hamburgo y tiene una densidad considerable, con una población de 13.000 habitantes por kilómetro cuadrado 

## Historia
El nombre del barrio, Sternschanze, proviene de fortaleza, en alemán Schanze, con forma de estrella, Stern, construida en 1682, que estaba conectada por una trinchera con las murallas. La muralla era tan fuerte que el asedio danés en Hamburgo (1686) fracasó.
A principios del siglo XIX, tras la eliminación de la mayoría de las fortificaciones, surgieron las primeras zonas residenciales y comerciales. Alrededor de 1860 a 1870, la ciudad de Eimsbüttel en lo que ahora es la parte sur de Eimsbüttel se convirtió en una zona de expansión urbana de clase media.En 1866 se inauguró la estación de Sternschanze, situada en la vía férrea de conexión entre Hamburgo y Altona. 

El comerciante de animales Carl Hagenbeck abrió su zoológico en 1874, en Neuen Pferdemarkt, donde también tuvo lugar el famoso Völkerschauen; en 1907 se trasladó a Stellingen por motivos de espacio. En 1892 se inauguró el Matadero Central, en cuyas inmediaciones se fueron abriendo tiendas de suministros de carnicería. Por eso, se desarrolló por un lado una pequeña región burguesa en esta zona, y por otro lado, se establecieron empresas medianas y grandes, como la sucursal de Hamburgo de la fábrica de pianos Steinway & Sons (solo se vendió a la CBS en 1972) en 1880, el mayorista de iluminación Ladiges, que se trasladó del Karolinenviertel a la calle Susannenstrasse en 1905, la Pianohaus Trübger fundada en 1872 y la empresa de instrumentos de escritura Montblanc Simplo, que se trasladó a Lurup en 1986 en 1908.

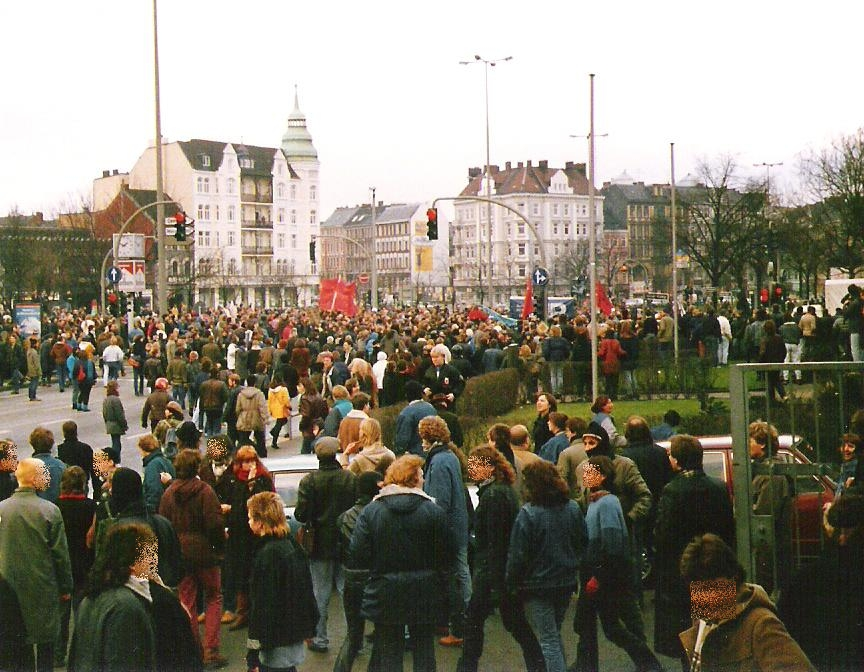
El barrio alternativo era y sigue siendo punto de partida de muchas manifestaciones

Durante el período del Nazismo (la década de 1930), el Rote Hof en Bartelsstraße fue un centro del movimiento obrero y de resistencia contra los nacionalsocialistas en Hamburgo.
Especialmente a partir de la década de 1970, muchas familias se marcharon de la, en comparación, pequeña zona verde debido a tanto tráfico. Al mismo tiempo, muchos estudiantes descubrieron que Sternschanze era una zona residencial barata y cercana a la universidad. La ubicación céntrica y las buenas conexiones de transporte desempeñaron un papel importante, en particular para los jóvenes recién llegados, de modo que el barrio pasó de ser una zona residencial puramente familiar a un barrio alternativo.
Sternschanze, en la década de 1990, sufrió la el desplazamiento de los drogadictos y los vendedores de drogas desde la Estación central de Hamburgo hasta St. Georg. En particular, estos grupos de personas eligieron el parque de Sternschanze como lugar de actividad y residencia, y en ese momento lo convirtieron en uno de los centros de drogas en Hamburgo.
En el momento del auge de Internet de 1998 a 2001, muchas empresas de la Nueva Economía como Kabel New Media, Fork, Pixelpark e ID-Media se asentaron en el barrio. Con la siguiente crisis muchas se declararon en quiebra. Desde entonces, se ha observado una gentrificación continua en el barrio, que ha sido repetidamente objeto de debate público.
En la noche del 7 al 8 de julio de 2017 se produjeron violentos disturbios con motivo de la cumbre del G-20 de Hamburgo. Más de 2.000 personas incendiaron barricadas y coches, saquearon tiendas, e hirieron a muchos policías.

### Rote Flora

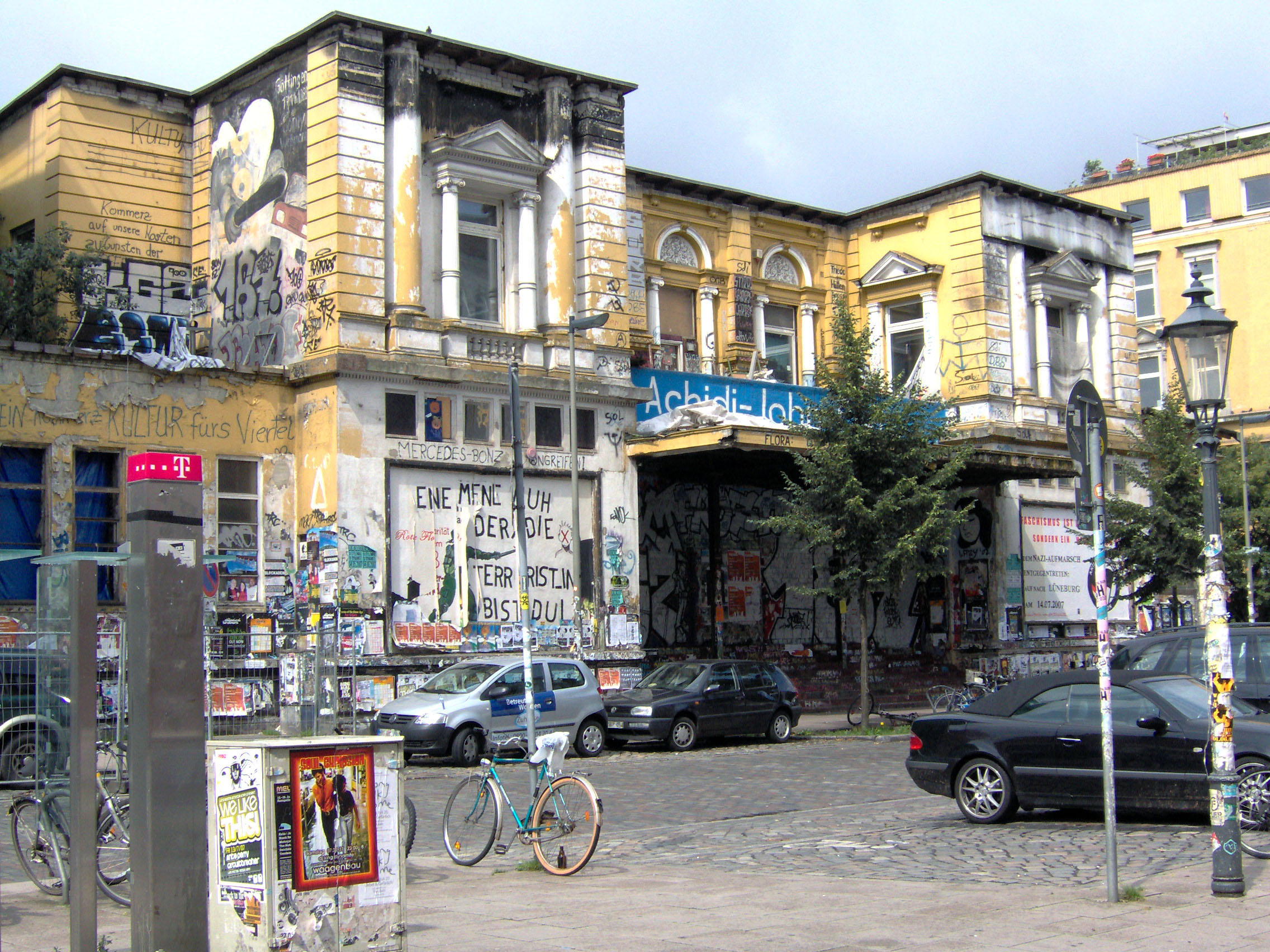
Rote Flora

En 1886 abrió la asociación y casa de conciertos Flora. Solo el edificio principal de la antigua sala de conciertos ha sobrevivido hasta el día de hoy. Además de conciertos y espectáculos de variedades, se celebraron bailes de máscaras, espectáculos pirotécnicos, boxeo y lucha libre en el palacio de cristal que había detrás, que se componía de acero y cristal. El funcionamiento del teatro fue suspendido entre los años 1943 y 1949. En 1957 el teatro se convirtió en una sala de cine. En 1964, los grandes almacenes 1000 Töpfe se instalaron en el edificio. En 1987 el productor de Cats planeó convertir Flora en un teatro musical y representar El fantasma de la ópera. Por eso, en el año 1988, gran parte del teatro histórico del nuevo edificio fue demolido. En el barrio surgió el temor de que el ambiente alternativo pudiera dar lugar a una apreciación y un encarecimiento notable del alquiler para pequeños negocios e inquilinos. La resistencia posterior de los habitantes del barrio y de otros simpatizantes resultó exitosa y, finalmente, impidió las intenciones de los inversores. Flora fue “okupada” en 1989 y desde entonces llamada Rote Flora (Flora roja o de izquierdas). Se desarrolló la idea de centro cívico de barrio. La ciudad de Hamburgo intentó en varias ocasiones, en 1989, 1992 y 2000, obtener acuerdos de licencia, pero fracasó. El estado de “okupación” dura prácticamente hasta la actualidad. En 2001, la ciudad vendió terrenos y edificios a un particular. La razón fue política: por una parte, el partido gobernante, por razones de campaña electoral, no quería ser acusado de incapacidad para actuar y, por otra, la ciudad se deshizo pragmáticamente del problema de Rote Flora. Hoy en día, en Flora se inician y desarrollan acciones artísticas alternativas, mercadillos, festivales del barrio y la política del barrio.

### Nueva formación del barrio

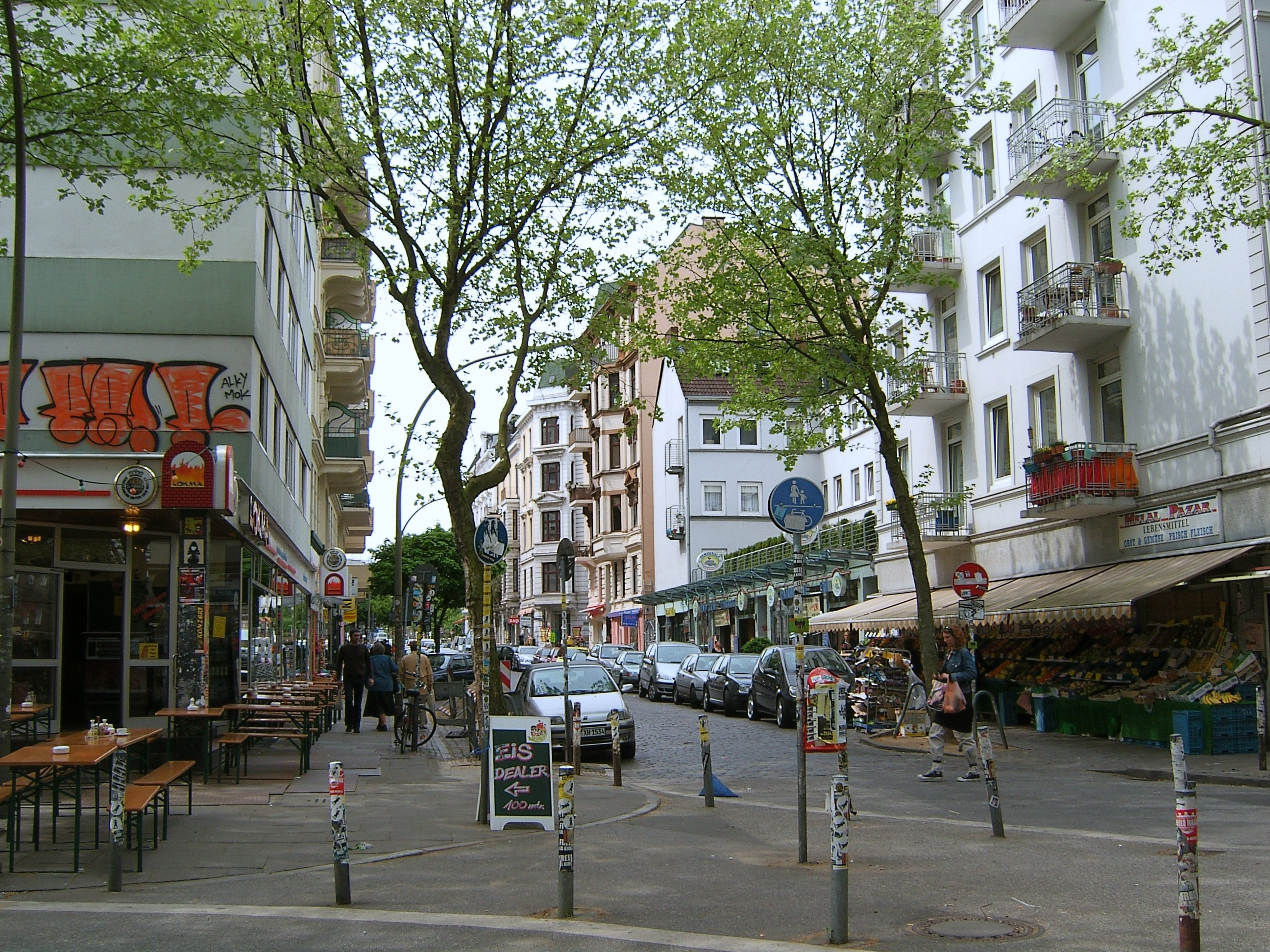
Susannenstraße

A partir de 2004, el Senado de Hamburgo formuló la intención de añadir al distrito de Altona el área dividida por los límites de los distritos de Mitte, Altona y Eimsbüttel, que se empezó a llamar Schanzenviertel a partir de los años ochenta, para hacer posible en dicha área un desarrollo uniforme y específico.
En 2006, las asambleas de distrito de Hamburgo-Mitte y Eimsbüttel votaron en contra de la reducción de su área en 2006. Solo la Asamblea de Distrito de Altona apoyó la creación del distrito, que se llevó a cabo al mismo tiempo que la del distrito HafenCity mediante la Ley de la división espacial de la ciudad libre y hanseática de Hamburgo (Gesetz über die räumliche Gliederung der Freien und Hansestadt Hamburg) del 6 de julio de 2006, a partir del 1 de marzo de 2008. Los límites del nuevo barrio, que al mismo tiempo también es un distrito, se definieron en la Ley que determina los límites del distrito de Sternschanze de 6 de marzo de 2007. En pocas palabras, el distrito Sternschanze por lo tanto incluye tres áreas alrededor de Schanzenstraße: las calles hacia el oeste hasta la Stresemannstraße, la línea de ferrocarril y la Altonaer Straße, hacia el sureste hasta la Sternstraße y hacia el noreste hasta Sternschanzenpark.

## Estadísticas
Proporción de menores de edad: 14,4%\[Promedio de Hamburgo: 16,2% (2016)]. 
Tasa de vejez:  10,1%\[Promedio de Hamburgo: 18,3 % (2016)].
Proporción de extranjeros: 20,2 %\[promedio de Hamburgo: 16,7 % (2016)].
Tasa de desempleo: 6,3%\[Media de Hamburgo: 5,3% (2016)].
El ingreso medio anual por contribuyente en Sternschanze es de 31.125 euros (2013), la media global en Hamburgo es de 39.054 euros.

## Política
Sternschanze forma parte de la circunscripción de Altona en las elecciones al Parlamento. Los resultados de las elecciones en 2015 fueron los siguientes:
- Linke 29,1 % (+9,3)
- Grüne 27,0 % (+2,1)
- SPD 26,6 % (−11,3)
- FDP 3,6 % (+0,8)
- CDU 2,9 % (−1,2)
- AfD 1,3 % (+1,3)
- Resto de partidos 9,5 % (−1,0)

## Cultura y turismo

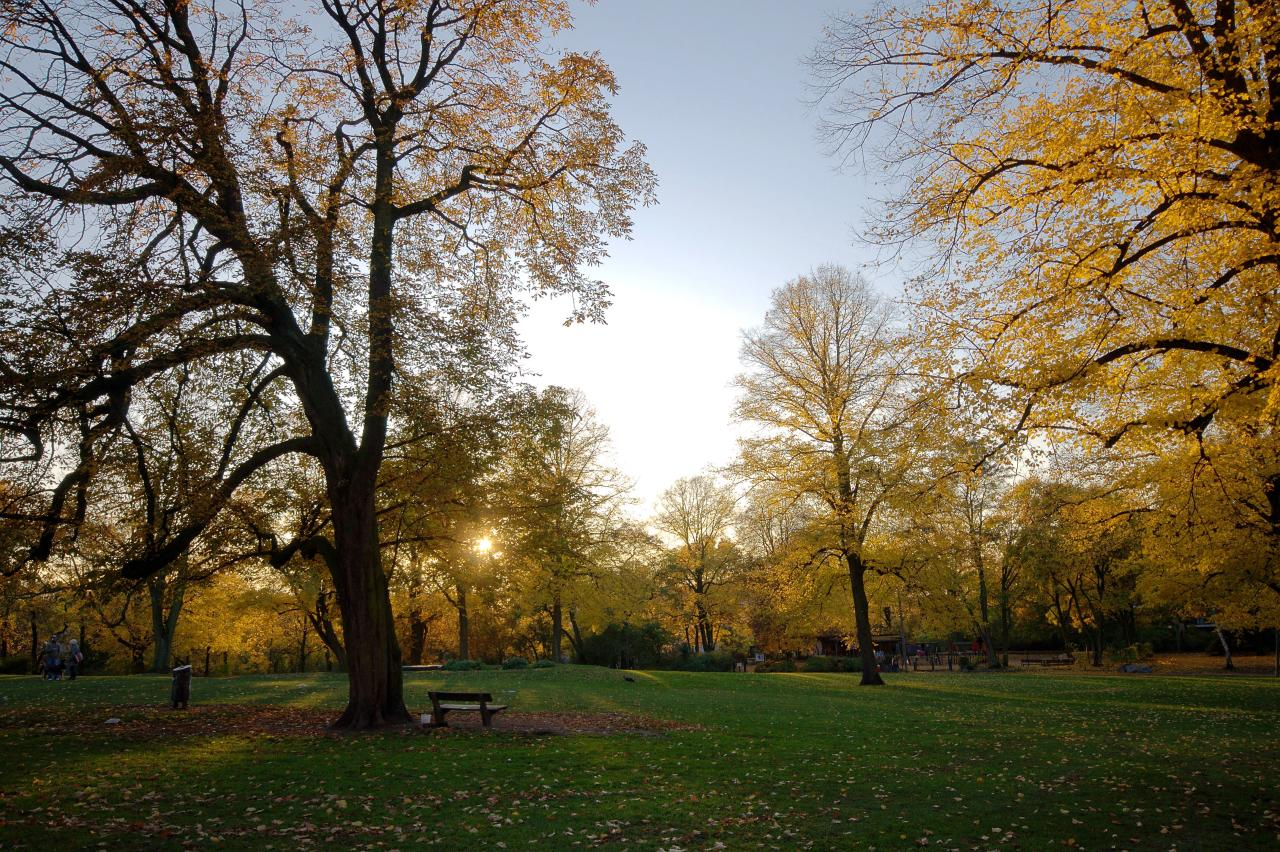
Parque de Sternschanze

### Parques
Construido de 1866 a 1869, el parque de Sternschanze (Schanzenpark para abreviar) abarca alrededor de doce hectáreas y está situado en el noreste del distrito. Hasta 1866 Sternschanze formó parte de las murallas de Hamburgo.
El parque sirve como zona recreativa. Durante todo el año la gente sale de paseo o a correr por él y, además, se puede hacer barbacoas en verano e ir en trineo en invierno. También posibilita a los niños actividades de ocio en zonas de juegos amplias y cerca de la naturaleza. Los carriles de petanca al norte del parque abren más actividades de ocio.
Antes de la reforma del área, el parque se encontraba en su totalidad en el distrito de Rotherbaum. Frente a la parte sur se encuentra la estación de Sternschanze.

### Deportes
Los jugadores de fútbol del SC Sternschanze de 1911 e.V residen en el barrio. Usan el campo de césped artificial frente a la estación de Sternschanze. Los futbolistas del VfL Hammonia juegan en la pista de hierba al este de la Grandplatz.

## Economía e infraestructura

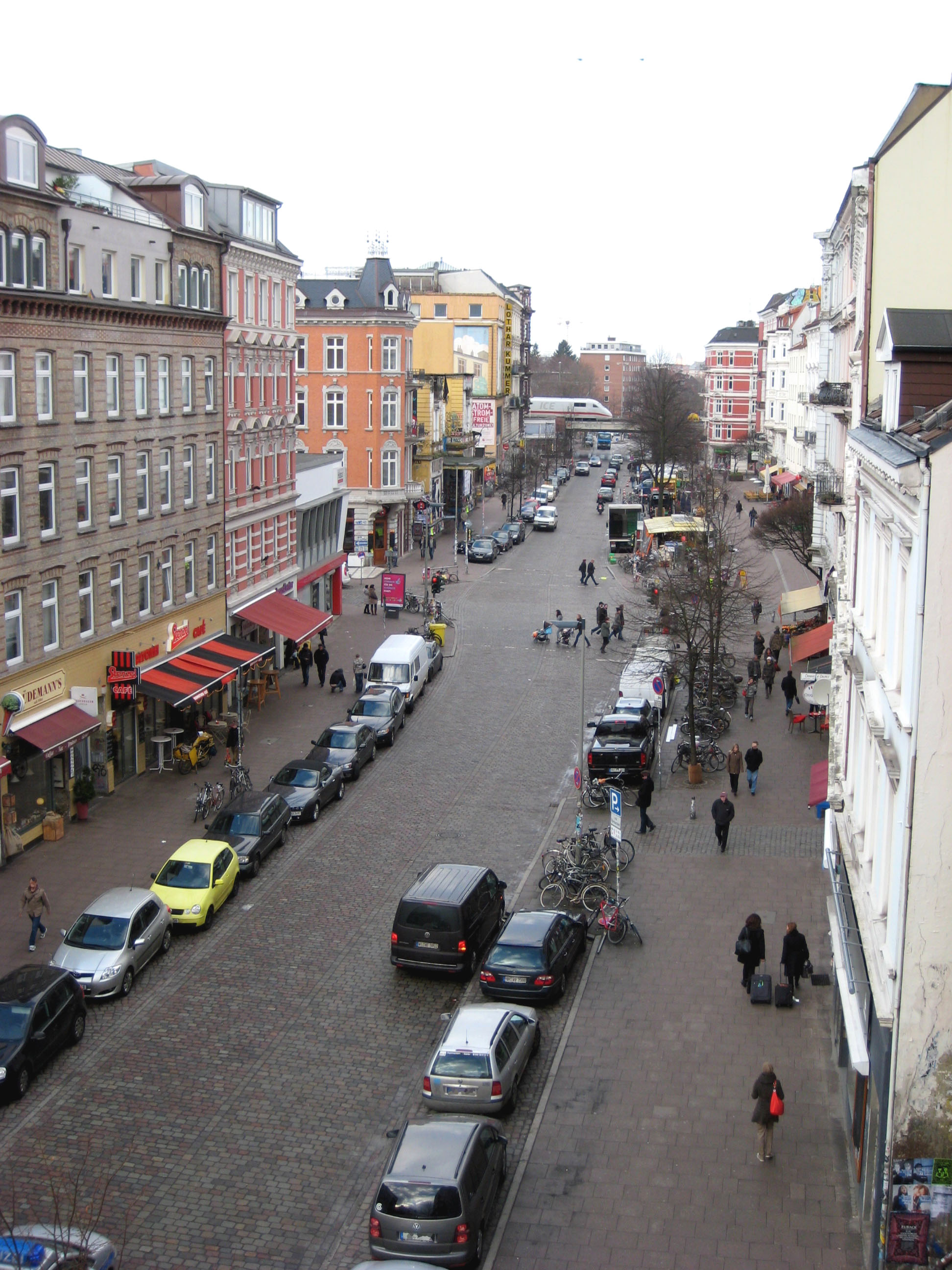
Calle Schulterblatt

### Infraestructura
La infraestructura del barrio está bien desarrollada. La principal calle comercial, muy frecuentada por peatones, es Schulterblatt, donde se puede encontrar un gran número de tiendas, cafés, panaderías, restaurantes y otras tiendas. El origen del nombre de la calle se remonta al siglo XVII, cuando el restaurante "Zum Schulterblatt" colgó el omóplato (Schulterblatt) pintado de una ballena como signo de identificación. Hasta 1938 la calle del comercio de Schulterblatt hacía frontera con Hamburgo al este y la ciudad prusiana de Altona al oeste. Los mojones históricos y los diferentes pavimentos documentan claramente la antigua frontera. En la acera occidental de la calle Schulterblatts se conserva uno de los puntos de referencia que marca la frontera entre la ciudad de Altona y Hamburgo con una "A|H", que por aquel entonces no pagaba impuestos.

### Edificaciones
La torre de agua de 59 metros de altura en el Sternschanzenpark es el punto de referencia arquitectónico del barrio. La torre de Sternschanze fue puesta en funcionamiento en 1910 y cerrada en 1961. Tras una larga búsqueda de inversores, en 2007 la torre se reformó y se convirtió en hotel.

### Tráfico
El distrito Sternschanze limita en el suroeste con la Bundesstraße 4 o B4 (carretera federal) de cuatro carriles, que aquí se llama Stresemannstraße. Es uno de los ejes este-oeste más importantes de Hamburgo y una de las carreteras más transitadas.

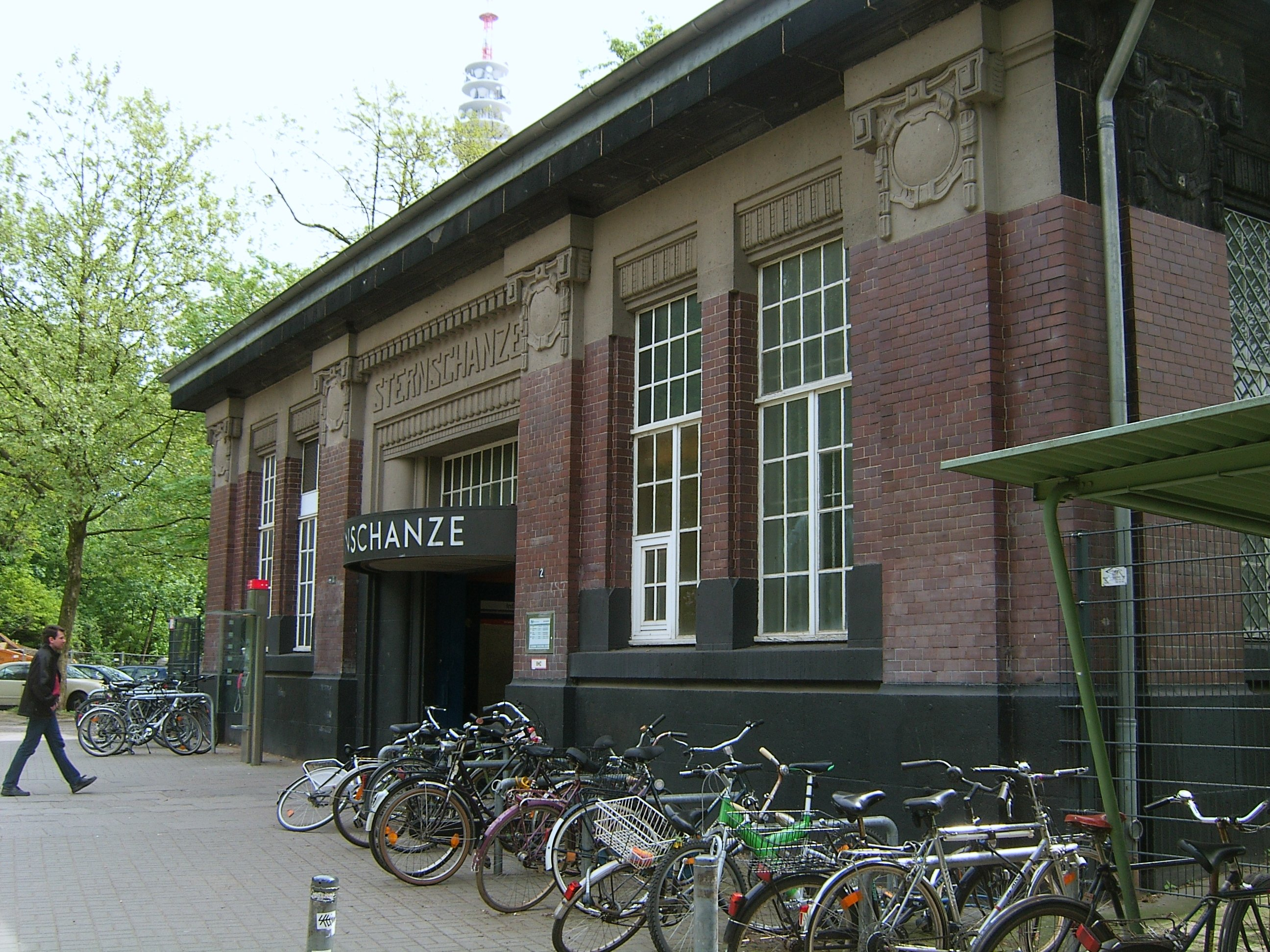
Estación de Sternschanze

El barrio está atravesado por una línea ferroviaria de cuatro vías, dos de las cuales son utilizadas por el tráfico de S-Bahn (tren urbano rápido) y dos por el tráfico de larga distancia y regional. La ruta forma parte de Hamburg-Altonaer Verbindungsbahn, una de las líneas ferroviarias más transitadas de Alemania. Esta ruta abarca, por diferentes puentes, las calles Schanzenstraße, Bartelsstraße, Schulterblatt y Lippmannstraße y la intersección Max-Brauer-Allee/Stresemannstraße.
La estación Sternschanze de metro (U-Bahn) y S-Bahn (tren urbano rápido) está situada en el norte del barrio. La primera estación se construyó en 1866, a unos cientos de metros al este, y el antiguo edificio de recepción todavía se encuentra al norte de las vías. La estación actual fue construida con un nuevo edificio en 1903. La zona de los andenes tenía un arco que abarcaba las cuatro vías. La zona de los andenes sobrevivió a la Segunda Guerra Mundial, pero fue demolida en 1975. Desde 1967 los trenes de larga distancia ya no se detienen, las entradas están cerradas. En el extremo este de la estación hay un acceso al metro de Hamburger Hochbahn AG, construido en 1912. La estación de metro de la línea U3 también se llama Sternschanze.